# 豐樂產業園區

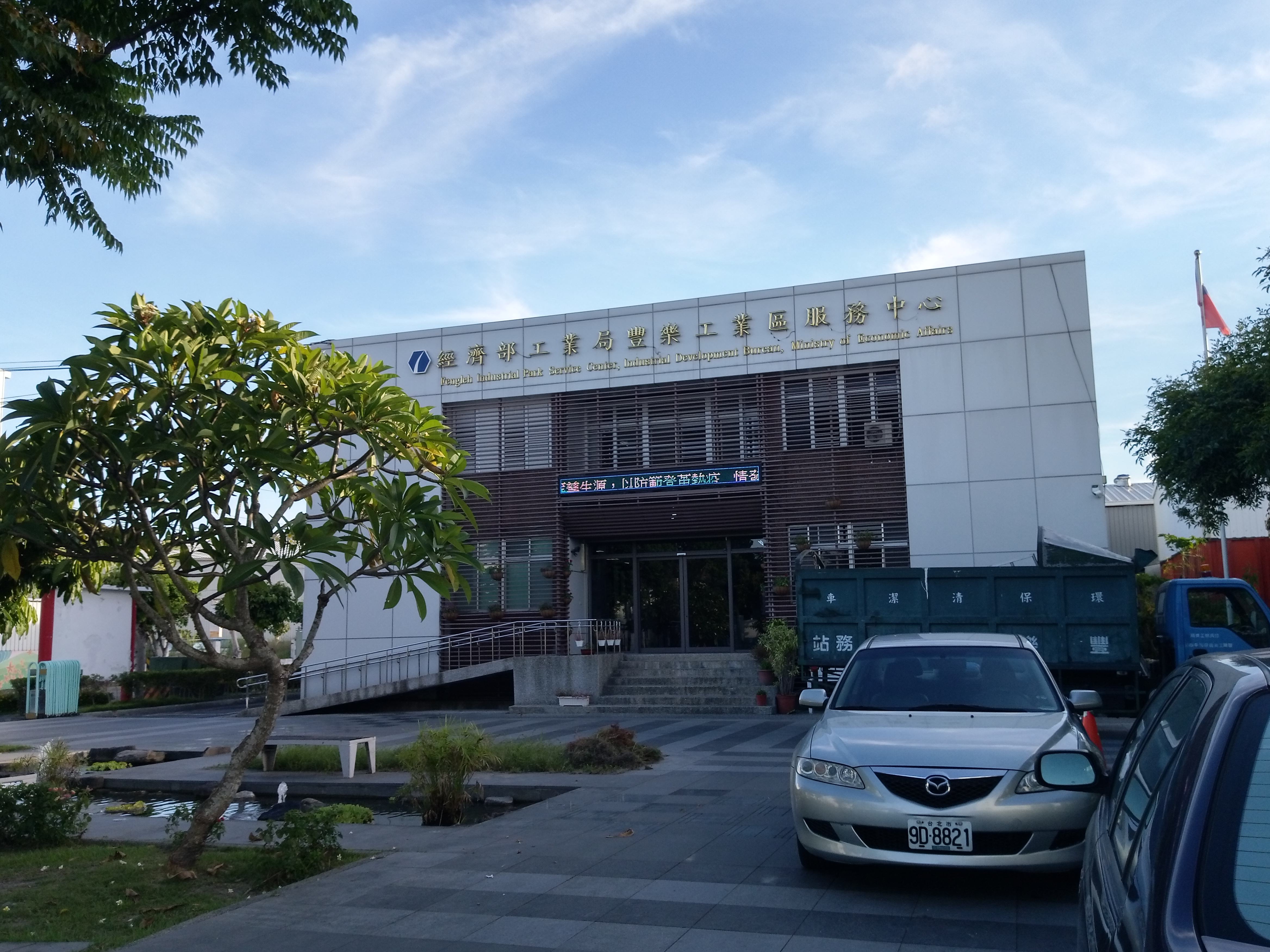
經濟部產業園區管理局高屏分局豐樂工業區服務中心

豐樂產業園區位於臺灣臺東縣臺東市，為一座由中華民國經濟部產業園區管理局高屏分局所管轄的工業園區，年產值約有新臺幣35億6730萬元。園區主管機關為豐樂產業園區服務中心。是臺東縣境內唯二兩座較大型工業匯集的區域，另一座則是臺東縣政府規劃的利嘉工業區。

## 沿革
豐樂工業區最初是經濟部為配合政府推動之東部區域計畫，以及加速東部各項交通建設以促進各項產業由西部東移，因此由旗下工業局進行工業區之規劃與設計工作。
後續實際園區施工委由中華工程公司施作，並於1982年完成園區建設，隔年一月開始對外出售園區土地，當時工業局計畫將引進鐵材加工、機械、電子、電機等製造修配業及食品業等污染性較小之工業。

## 園區概況

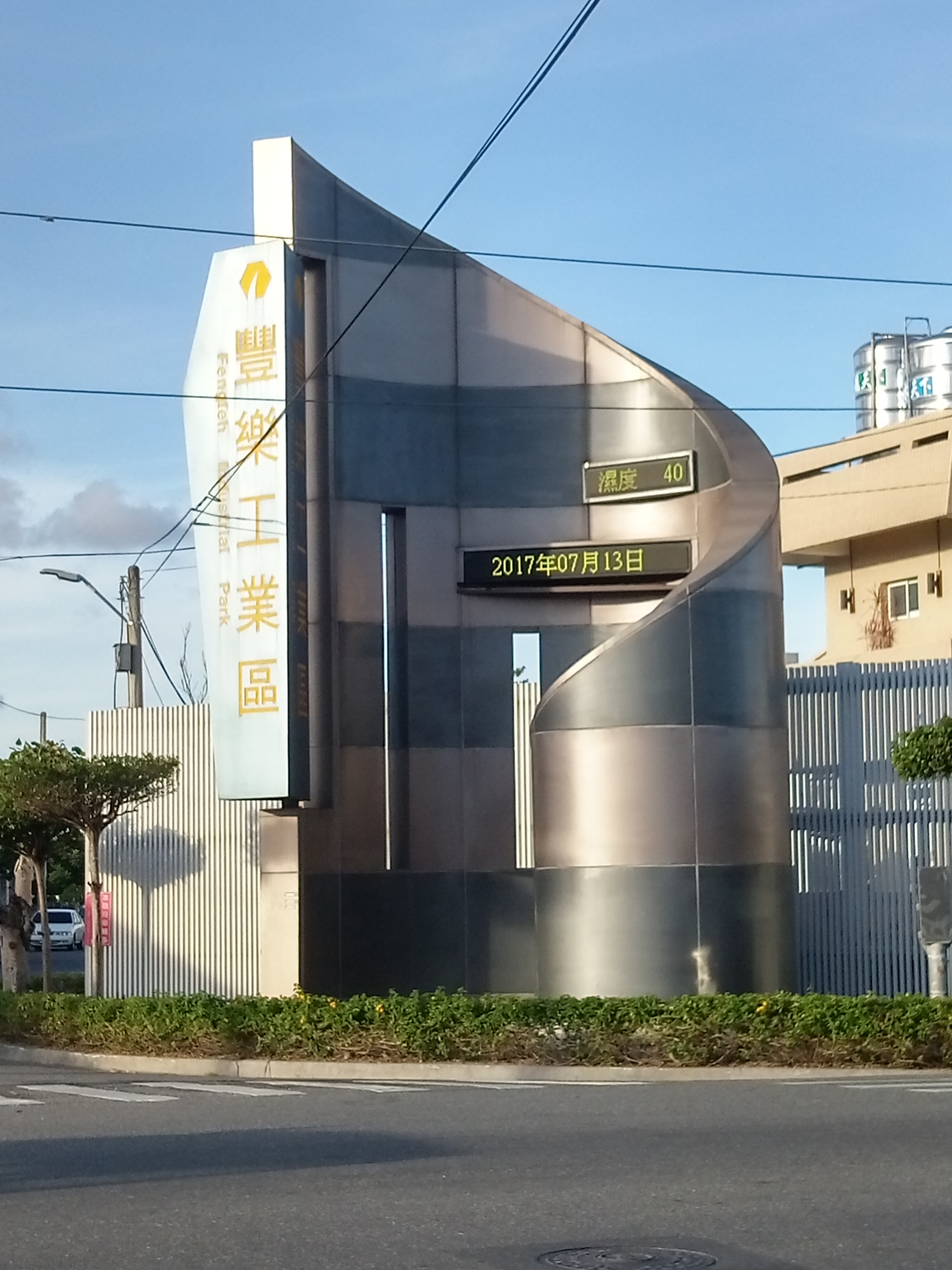
豐樂產業園區大門標題

豐樂工業區全區總開發面積為18.8948公頃，除了公共設施占用的4.3001公頃之外，其餘供廠商投資建廠的面積約有13.1648公頃。除此之外，豐樂工業區內另有畫設1.4299公頃的住宅社區用地。
- 道路及綠地：32,000平方公尺。
- 路燈：全區共設有77盞水銀路燈。
- 排水溝：19,000平方公尺。
- 自來水工程：由台灣自來水公司供應工業及民生用水，並且供水路線沿園區內道路設置，共分為100、150、200mm等三種管徑之輸水管線。
- 電力來源：由台灣電力公司馬蘭一次配電變電所進行供電，可供給161KV與11.4KV兩種電壓之電力，並且園區內輸電線路皆已完成地下化[3]。
- 電信系統：園區內電信線路已完成地下化。
- 環境綠化：園區內道路旁皆設有人行道，並規劃種植包含垂榕、菩提等樹種[2]。

## 進駐概況
目前豐樂產業園區進駐廠商中，生產中的廠商有87家，新興建廠中的4家，處於停工狀態的廠商有3家，已歇業的廠商有5家。園區內主要的進駐廠商為汽車及其零件製造業、金屬製品製造業，以及基本金屬製造業。

## 資料來源
1. ↑  . 臺東市公所.   [2017-07-19]. （原始内容存档于2020-06-30） （中文（臺灣））.
2. 1 2 3 4  . 經濟部工業局豐樂工業區服務中心.   [2017-07-19]. （原始内容存档于2019-11-28） （中文（臺灣））.
3. ↑  . 台灣電力公司. 2016-05-31  [2017-07-19]. （原始内容存档于2017-12-29） （中文（臺灣））.